# Bengalia xanthopyga
Bengalia xanthopyga este o specie de muște din genul Bengalia, familia Calliphoridae, descrisă de Senior-white în anul 1924. Conform Catalogue of Life specia Bengalia xanthopyga nu are subspecii cunoscute.